# Oslo (Schiff)
Die Oslo (Kennung: F300) war eine Fregatte und Typschiff der gleichnamigen Klasse der norwegischen Marine die von 1966 bis 1994 in Dienst stand.

## Allgemeines
Das Schiff wurde am 29. Januar 1966 in Dienst gestellt.
Am 24. Januar 1994 lief es bei der Insel Store Marstein nach einem Maschinenausfall auf Grund. Das Schiff wurde am folgenden Tag vom Schlepper Lars geborgen. Das Schiff sank im Schlepp im Krossfjord. Ein Offizier, Kapitänleutnant Torbjørn Tellefsen, kam ums Leben. Kommandant war zu diesem Zeitpunkt Korvettenkapitän Christian Irgens.
Das Schiff wurde später gehoben.